# Мова тіла

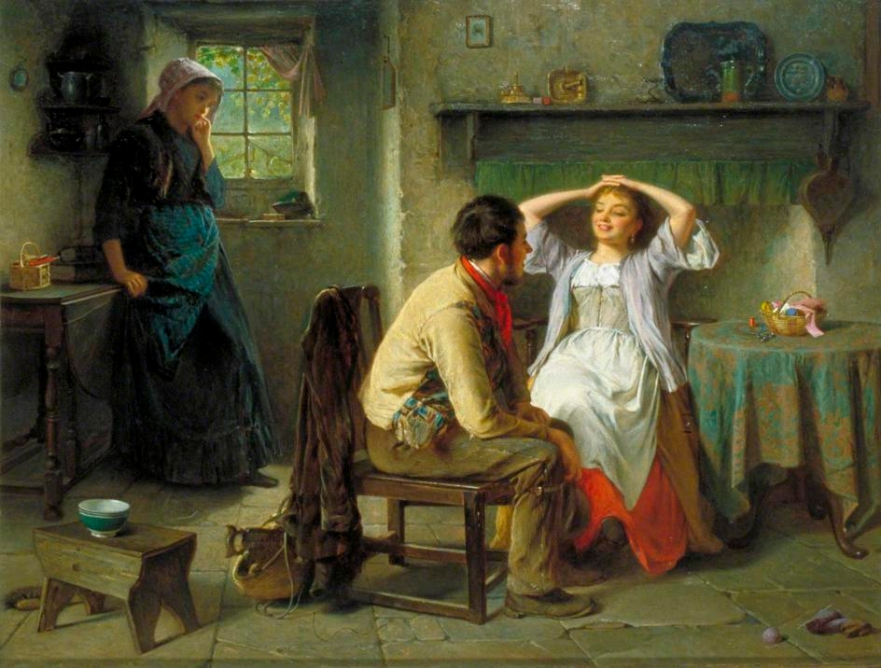
«Ревність і флірт». Гіннес Кінг. 1874.

Мо́ва ті́ла — невербальна (несловесна) комунікація, обмін інформацією завдяки жестам, позам, рухам, та виразам обличчя (кінесика), просторовим зонам (проксеміка), паралінгвістичним особливостям (проксодика) тощо. Альберт Мейєрабіан встановив, що передавання інформації вербально (словами) це лише 7 % від загальної кількості переданої інформації. Через звукові засоби (інтонація, тон)  передається 38 %, а невербальні засоби — 55 %. У бесіді словесне спілкування займає менше 35 %, а понад 65 % інформації передається за допомогою невербальних засобів спілкування.

## Кінесика
Кінесика включає рухи, що відображуються з допомогою оптичної системи суб'єкта, тобто зору, і виконують експресивно-регулятивну функцію у спілкуванні. Найбільш вивчені еслементами кінесики: міміка, жести, погляди, пози.

### Жести
Перехрещення рук чи ніг під час розмови є прямою ознакою не відвертої (прихованої) поведінки співрозмовника.

## Мова тіла в ораторькому мистецтві
Жести насамперед сприяють кращому засвоєнню інформації, як мовцем, так і слухачем.
Жести розподіляються на такі, що викликають довіру і навпаки. Так, під час публічних виступів жести мають бути відкритими, змістовними та виправданими.